# ボーナンザ

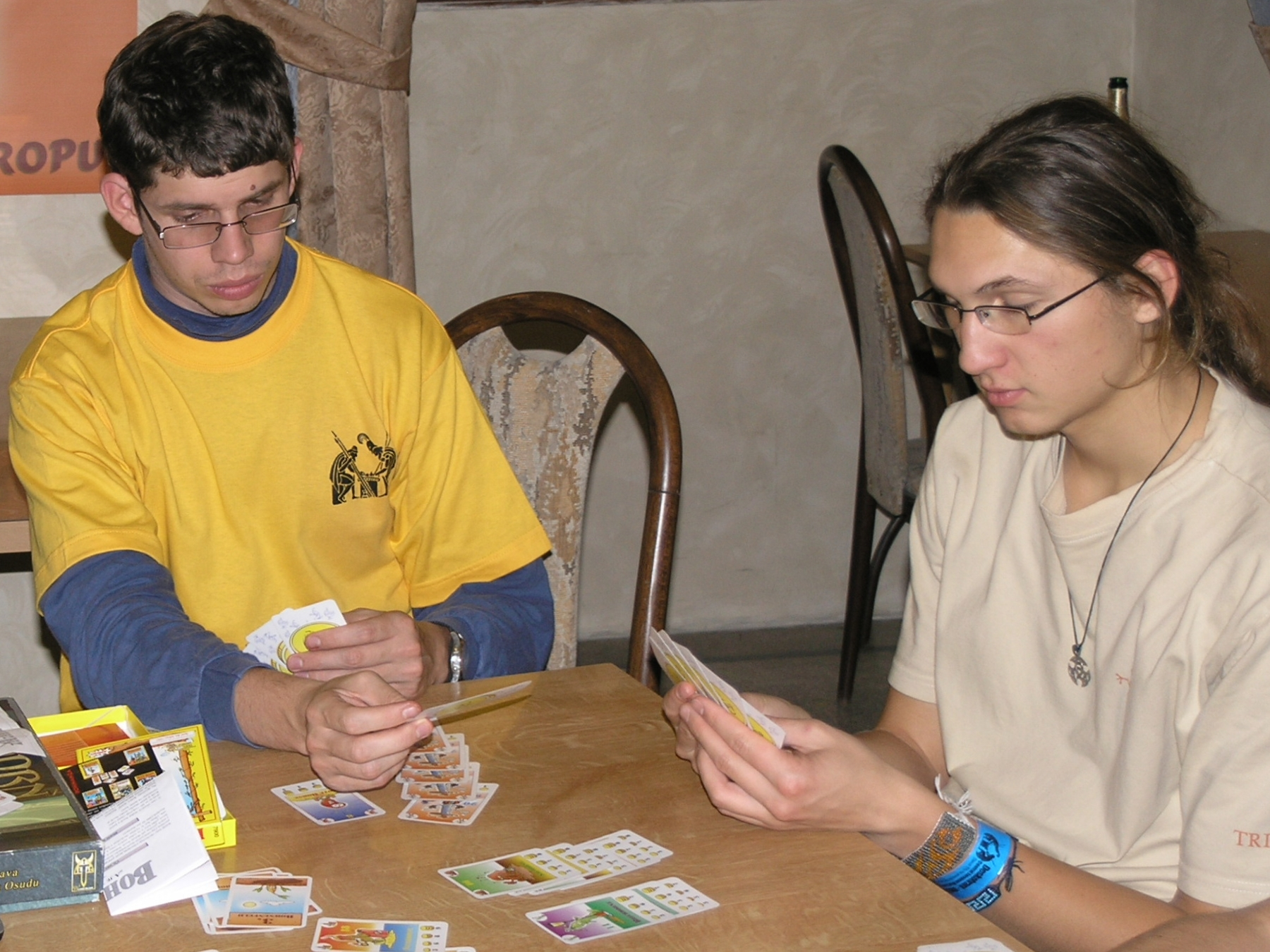
ボーナンザをプレイしている様子

ボーナンザとは1997年にウヴェ・ローゼンベルクが制作しアミーゴより販売されたドイツのカードゲーム。日本ではメビウスゲームズより販売された。原題はBohnanza。
原題は、英語で「幸運、大当たり」などを意味するbonanzaとドイツ語で「豆」を意味するbohneを掛けたものである。

## 概要
基本セットではプレイ人数は3人から5人、対象年齢は12歳以上。
Blaue Bohne（青豆）、Feuerbohne（ベニバナインゲン）、Saubohne（そら豆）、Brechbohne（いんげん豆）、Sojabohne（大豆）、Augenbohne（ササゲ）、Rote Bohne（赤豆）、Gartenbohne（コガツササゲ）の8種類の豆のカードを用いる。自分の畑に同じ種類の豆のカードを置いていき、そのカードが多い程ターラというゲーム内の通貨が多く手に入るため他のプレイヤーと交渉して同じ種類のカードを集める必要がある。
1997年のドイツのボードゲーム専門雑誌『フェアプレイ』のアラカルト・カードゲーム賞で1位を獲得した他、同年のドイツゲーム大賞で5位、ドイツ年間ゲーム大賞にノミネートをするなど数々の賞を獲得している。

## ゲームの進行
各プレイヤーには「豆畑」が2枠与えられており（購入で3枠に増やすことも出来る）、手札を場に出すことで「畑に豆を植え」、同じ豆のカードを場に貯めることで「豆を育てる」ことになる。ただし、「豆畑」1枠につき1種類の豆カードしか貯められない。豆カードはいつでも「収穫」でき、所定の数だけ場に貯まっていれば所定の金額に換金される（豆カードを裏返して所持金を示す）。最終的に、所持金の最も多いプレイヤーが勝利となる。
1. ゲームの準備として、プレイヤー全員に豆カードを5枚ずつ配布し手札とする。このとき配られた豆カードの順番を並べ変えてはいけない。余った豆カードは山札とする。
2. 手番プレイヤーは手札の最初の1枚を場に出す。任意で2枚目の手札を場に出しても良い。
3. 手番プレイヤーは、山札から2枚の豆カードを引き、全員に公開する。このとき、手番プレイヤーは豆カードの譲渡や交換を他のプレイヤーと自由に交渉してよい（もし次に○○を引いたらと言った条件付の交渉や、手番プレイヤーを介した三角トレードなども可能）。交渉の際は、公開した豆カード、および手札から自由にカードを出すことが出来る。公開した豆カード、および交渉で他のプレイヤーから得た豆カードは、ただちに場に出さなければならない（豆畑の枠が不足している場合は、収穫して枠を空けなければならない）。
4. 手番プレイヤーは、山札から3枚の豆カードを引き、手札の最後に加える。このとき引いた豆カードの順番を並べ変えてはいけない。
5. 各プレイヤー毎に3～4の手番を繰り返し、山札が無くなったら、捨て札となっている豆カードを全てシャッフルし、新たな山札とする。
6. 3度目の山札が無くなったら、全ての豆畑を換金してゲーム終了。最も所持金の多いプレイヤーが勝利となる。

## 拡張セット
ボーナンザでは基本セットの他に多くの拡張セットが販売された。以下ではその代表的なセットを掲載する。
拡張セット(Erweiterungs-Set)
Kaffeebohne（コーヒー豆）、Weinbrandbohne（ワックスビーン）、Kakaobohne（ココア）の3種類のカードを追加し、7人までプレイ出来るようにした。Rio Grande Gamesより発売された英語版では基本セットと拡張セットがセットで発売されている。
ラ・イスラ・ボニータ(La Isla Bohnita)
豆が追加される他、船を用いて交易により豆を入手する要素が追加された。